# Octocannoides taeniogonia
Octocannoides taeniogonia är en nässeldjursart som beskrevs av Xu och Huang 2004. Octocannoides taeniogonia ingår i släktet Octocannoides och familjen Octocannoididae. Inga underarter finns listade i Catalogue of Life.